# Alentia australis
Alentia australis är en ringmaskart som först beskrevs av Monro 1936.  Alentia australis ingår i släktet Alentia och familjen Polynoidae. Inga underarter finns listade i Catalogue of Life.